# Jaime Bateman Cayón

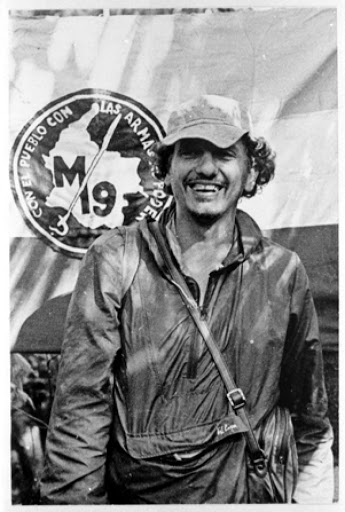
Jaime Alfonso Bateman Cayón

Jaime Alfonso Bateman Cayón (* 23. April 1940 in Santa Marta; † 28. April 1983 in Comarca Guna Yala, Panamá), alias "El Flaco" oder "Comandante Pablo", war ein kolumbianischer Guerilla-Kämpfer, Mitbegründer und Kommandant des Movimiento 19 de abril (M-19).  Er starb bei einem Flugunfall in den Wäldern von Darién, Panama.
Nach seinen politischen Anfängen bei der Jugendorganisation der kommunistischen Partei Kolumbiens, der Juventud Comunista Colombiana (JUCO), wurde er im Mitglied der kommunistischen FARC-Guerilla. Nachdem es bei der Präsidentschaftswahl am 19. April 1970 zu Wahlbetrug gekommen war, wurde die Bewegung Movimiento 19 de Abril (deutsch: Bewegung 19. April) von Bateman und Mitgliedern anderer linker Gruppen ins Leben gerufen.